# 米哈伊利夫卡 (新敖德薩市鎮)
47°21′38″N 31°37′56″E / 47.36056°N 31.63222°E
米哈伊利夫卡（烏克蘭語：Михайлівка）是位於烏克蘭南部的村莊，由尼古拉耶夫州尼古拉耶夫區的新敖德薩市鎮負責管轄。該村始建於1715年，面積0.8平方公里，海拔高度22米，2001年人口486，人口密度每平方公里607.5人。